# Qiang du Sud
Le qiang du Sud est une langue tibéto-birmane parlée dans la province de Sichuan en Chine.

## Répartition géographique
Le qiang du Sud est parlé dans les xian de Li, de Wenchuan, ainsi que dans certaines parties du xian de Mao. Ces xians sont rattachés à la préfecture autonome tibétaine et qiang d'Aba.

## Classification interne
Le qiang du Sud est une des deux langues qiang, aux côtés du qiang du Nord. Elles font partie des langues qianguiques rattachées au na-qianguique, un groupe du tibéto-birman.

## Dialectes
Les dialectes suivants sont recensés par les bases de donnés linguistiques Ethnologue et Glottolog : Dajishan (Daqishan), Heihu, Jiaochang, Longxi, Mianchi, Sanlong, Taoping,.